# Attori del DC Extended Universe
Il DC Extended Universe è un media franchise composto da una serie di film di supereroi basati sui personaggi dei fumetti DC Comics. Similmente all'universo DC, i film appartenenti a questo franchise condividono l'ambientazione e alcuni personaggi, nonché alcuni elementi della trama che fanno da filo conduttore tra di essi.
Data la varietà di film da cui è composto il franchise, ci sono più attori protagonisti: Henry Cavill interpreta Clark Kent / Superman ne L'uomo d'acciaio (2013) e in Batman v Superman: Dawn of Justice (2016); Ben Affleck interpreta Bruce Wayne / Batman nello stesso Batman v Superman: Dawn of Justice e in Suicide Squad (2016); Gal Gadot interpreta Diana Prince / Wonder Woman in Wonder Woman e affianca Cavill e Affleck in Batman v Superman: Dawn of Justice. Tutti e tre gli attori hanno poi ripreso i loro ruoli in Justice League (2017). Jason Momoa interpreta Arthur Curry / Aquaman in Aquaman (2018) e in Aquaman e il regno perduto (2023); Ezra Miller interpreta Barry Allen / Flash in The Flash (2023). Tutti e due sono già apparsi in Justice League insieme a Ray Fisher che interpreta Victor Stone / Cyborg. Zachary Levi interpreta Shazam in Shazam! (2019) e in Shazam! Furia degli dei (2023), Margot Robbie interpreta Harley Quinn in Suicide Squad e la interpreterà anche in Birds of Prey e la fantasmagorica rinascita di Harley Quinn (2020) e in The Suicide Squad - Missione suicida (2021), mentre Dwayne Johnson interpreta Teth-Adam / Black Adam in Black Adam (2022), e Xolo Maridueña interpreta Jaime Reyes / Blue Beetle in Blue Beetle (2023).
Tra gli interpreti apparsi in più film del franchise si segnalano Amy Adams, Diane Lane, Lawrence Fishburne, Harry Lennix, Jeremy Irons, Jesse Eisenberg, Joe Morton, Connie Nielsen e Robin Wright.

## Personaggi e interpreti
| Personaggio                                                               | L'uomo d'acciaio (2013)        | Batman v Superman: Dawn of Justice (2016) | Suicide Squad (2016)           | Wonder Woman (2017)            | Justice League (2017)          | Aquaman (2018)                 | Shazam! (2019)                                     | Birds of Prey e la fantasmagorica rinascita di Harley Quinn (2020) | Wonder Woman 1984 (2020)       | The Suicide Squad - Missione suicida (2021) | Black Adam (2022)                                  | Shazam! Furia degli dei (2023)                     | The Flash (2023)               | Blue Beetle (2023)             | Aquaman e il regno perduto (2023) |                                |
| Introdotti in L'uomo d'acciaio                                            | Introdotti in L'uomo d'acciaio | Introdotti in L'uomo d'acciaio            | Introdotti in L'uomo d'acciaio | Introdotti in L'uomo d'acciaio | Introdotti in L'uomo d'acciaio | Introdotti in L'uomo d'acciaio | Introdotti in L'uomo d'acciaio                     | Introdotti in L'uomo d'acciaio                                     | Introdotti in L'uomo d'acciaio | Introdotti in L'uomo d'acciaio              | Introdotti in L'uomo d'acciaio                     | Introdotti in L'uomo d'acciaio                     | Introdotti in L'uomo d'acciaio | Introdotti in L'uomo d'acciaio | Introdotti in L'uomo d'acciaio    | Introdotti in L'uomo d'acciaio |
| ------------------------------------------------------------------------- | ------------------------------ | ----------------------------------------- | ------------------------------ | ------------------------------ | ------------------------------ | ------------------------------ | -------------------------------------------------- | ------------------------------------------------------------------ | ------------------------------ | ------------------------------------------- | -------------------------------------------------- | -------------------------------------------------- | ------------------------------ | ------------------------------ | --------------------------------- | ------------------------------ |
| Tor-An                                                                    | Richard Cetrone                |                                           |                                |                                |                                |                                |                                                    |                                                                    |                                |                                             |                                                    |                                                    |                                |                                |                                   |                                |
| Bibbo Bibbowsky                                                           | Bruce Bohne                    |                                           |                                |                                |                                |                                |                                                    |                                                                    |                                |                                             |                                                    |                                                    |                                |                                |                                   |                                |
| Chrissy                                                                   | Carmen Lavigne                 |                                           |                                |                                |                                |                                |                                                    |                                                                    |                                |                                             |                                                    |                                                    |                                |                                |                                   |                                |
| Jor-El                                                                    | Russell Crowe                  |                                           |                                |                                |                                |                                |                                                    |                                                                    |                                |                                             |                                                    |                                                    |                                |                                |                                   |                                |
| Kal-El / Clark Kent Superman                                              | Henry Cavill                   | Henry Cavill                              |                                |                                | Henry Cavill                   |                                | Ryan HadleyUC                                      |                                                                    |                                |                                             | Henry CavillC                                      |                                                    | Henry CavillF                  |                                |                                   |                                |
| Dev-Em                                                                    | Revard Dufresne                |                                           |                                |                                |                                |                                |                                                    |                                                                    |                                |                                             |                                                    |                                                    |                                |                                |                                   |                                |
| Lor-Em                                                                    | Julian Richings                |                                           |                                |                                |                                |                                |                                                    |                                                                    |                                |                                             |                                                    |                                                    |                                |                                |                                   |                                |
| Faora-Ul                                                                  | Antje Traue                    |                                           |                                |                                |                                |                                |                                                    |                                                                    |                                |                                             |                                                    |                                                    |                                |                                |                                   |                                |
| Carrie Farris                                                             | Christina Wren                 | Christina Wren                            |                                |                                |                                |                                |                                                    |                                                                    |                                |                                             |                                                    |                                                    |                                |                                |                                   |                                |
| Emil Hamilton                                                             | Richard Schiff                 |                                           |                                |                                |                                |                                |                                                    |                                                                    |                                |                                             |                                                    |                                                    |                                |                                |                                   |                                |
| Nathan Hardy                                                              | Christopher Meloni             |                                           |                                |                                |                                |                                |                                                    |                                                                    |                                |                                             |                                                    |                                                    |                                |                                |                                   |                                |
| Jenny Jurwich                                                             | Rebecca Buller                 | Rebecca Buller                            |                                |                                |                                |                                |                                                    |                                                                    |                                |                                             |                                                    |                                                    |                                |                                |                                   |                                |
| Kelex                                                                     | Rondel ReynoldsonV             |                                           |                                |                                |                                |                                |                                                    |                                                                    |                                |                                             |                                                    |                                                    |                                |                                |                                   |                                |
| Kelor                                                                     | Carla GuginoV                  |                                           |                                |                                |                                |                                |                                                    |                                                                    |                                |                                             |                                                    |                                                    |                                |                                |                                   |                                |
| Jonathan Kent                                                             | Kevin Costner                  | Kevin CostnerC                            |                                |                                |                                |                                |                                                    |                                                                    |                                |                                             |                                                    |                                                    |                                |                                |                                   |                                |
| Martha Kent                                                               | Diane Lane                     | Diane Lane                                |                                |                                | Diane Lane                     |                                |                                                    |                                                                    |                                |                                             |                                                    |                                                    |                                |                                |                                   |                                |
| Lois Lane                                                                 | Amy Adams                      | Amy Adams                                 |                                |                                | Amy Adams                      |                                |                                                    |                                                                    |                                |                                             |                                                    |                                                    |                                |                                |                                   |                                |
| Lana Lang                                                                 | Jadin Gould                    | Emily PetersonC                           |                                |                                |                                |                                |                                                    |                                                                    |                                |                                             |                                                    |                                                    |                                |                                |                                   |                                |
| Nam-Ek                                                                    | Michael Justus                 |                                           |                                |                                |                                |                                |                                                    |                                                                    |                                |                                             |                                                    |                                                    |                                |                                |                                   |                                |
| Padre Leone                                                               | Coburn Goss                    | Coburn Goss                               |                                |                                |                                |                                |                                                    |                                                                    |                                |                                             |                                                    |                                                    |                                |                                |                                   |                                |
| Steve Lombard                                                             | Michael Kelly                  |                                           |                                |                                |                                |                                |                                                    |                                                                    |                                |                                             |                                                    |                                                    |                                |                                |                                   |                                |
| Lara Lor-Van                                                              | Ayelet Zurer                   |                                           |                                |                                |                                |                                |                                                    |                                                                    |                                |                                             |                                                    |                                                    |                                |                                |                                   |                                |
| Nadira                                                                    | Apollonia Vanova               |                                           |                                |                                |                                |                                |                                                    |                                                                    |                                |                                             |                                                    |                                                    |                                |                                |                                   |                                |
| Pete Ross                                                                 | Joseph Cranford                | Joseph CranfordC                          |                                |                                |                                |                                |                                                    |                                                                    |                                |                                             |                                                    |                                                    |                                |                                |                                   |                                |
| Calvin Swanwick Martian Manhunter                                         | Harry Lennix                   | Harry Lennix                              |                                |                                |                                |                                |                                                    |                                                                    |                                |                                             |                                                    |                                                    |                                |                                |                                   |                                |
| Jax-Ur                                                                    | Mackenzie Gray                 |                                           |                                |                                |                                |                                |                                                    |                                                                    |                                |                                             |                                                    |                                                    |                                |                                |                                   |                                |
| Car-Vex                                                                   | Samantha Jo                    |                                           |                                |                                |                                |                                |                                                    |                                                                    |                                |                                             |                                                    |                                                    |                                |                                |                                   |                                |
| Perry White                                                               | Laurence Fishburne             | Laurence Fishburne                        |                                |                                |                                |                                |                                                    |                                                                    |                                |                                             |                                                    |                                                    |                                |                                |                                   |                                |
| Glen Woodburn                                                             | Chad Krowchuk                  | Chad Krowchuk                             |                                |                                |                                |                                |                                                    |                                                                    |                                |                                             |                                                    |                                                    |                                |                                |                                   |                                |
| Ro-Zar                                                                    | Mary Black                     |                                           |                                |                                |                                |                                |                                                    |                                                                    |                                |                                             |                                                    |                                                    |                                |                                |                                   |                                |
| Dru-Zod Generale Zod                                                      | Michael Shannon                | Michael ShannonC                          |                                |                                |                                |                                |                                                    |                                                                    |                                |                                             |                                                    |                                                    |                                |                                |                                   |                                |
| Introdotti in Batman v Superman: Dawn of Justice                          |                                |                                           |                                |                                |                                |                                |                                                    |                                                                    |                                |                                             |                                                    |                                                    |                                |                                |                                   |                                |
| Arthur Curry Aquaman                                                      |                                | Jason MomoaC                              | Jason MomoaPC                  |                                | Jason Momoa                    | Jason Momoa                    |                                                    |                                                                    |                                |                                             |                                                    |                                                    | Jason MomoaC                   |                                | Jason Momoa                       |                                |
| Barry Allen Flash                                                         |                                | Ezra MillerC                              | Ezra MillerC                   |                                | Ezra Miller                    |                                |                                                    |                                                                    |                                |                                             |                                                    |                                                    | Ezra Miller                    |                                |                                   |                                |
| Charlie                                                                   |                                | Ewen BremnerPC                            |                                | Ewen Bremner                   |                                |                                |                                                    |                                                                    |                                |                                             |                                                    |                                                    |                                |                                |                                   |                                |
| Chief                                                                     |                                | Eugene Brave RockPC                       |                                | Eugene Brave Rock              |                                |                                |                                                    |                                                                    |                                |                                             |                                                    |                                                    |                                |                                |                                   |                                |
| Joe Chill                                                                 |                                | Damon Caro (non accreditato)              |                                |                                |                                |                                |                                                    |                                                                    |                                |                                             |                                                    |                                                    |                                |                                |                                   |                                |
| Doomsday                                                                  |                                | Robin Atkin Downes                        |                                |                                |                                |                                |                                                    |                                                                    |                                |                                             |                                                    |                                                    |                                |                                |                                   |                                |
| Senatrice Finch                                                           |                                | Holly Hunter                              |                                |                                |                                |                                |                                                    |                                                                    |                                |                                             |                                                    |                                                    |                                |                                |                                   |                                |
| Mercy Graves                                                              |                                | Tao Okamoto                               |                                |                                |                                |                                |                                                    |                                                                    |                                |                                             |                                                    |                                                    |                                |                                |                                   |                                |
| Wallace Keefe                                                             |                                | Scoot McNairy                             |                                |                                |                                |                                |                                                    |                                                                    |                                |                                             |                                                    |                                                    |                                |                                |                                   |                                |
| Jenet Klyburn                                                             |                                | Jena Malone                               |                                |                                |                                |                                |                                                    |                                                                    |                                |                                             |                                                    |                                                    |                                |                                |                                   |                                |
| Anatoli Knyazev                                                           |                                | Callan Mulvey                             |                                |                                |                                |                                |                                                    |                                                                    |                                |                                             |                                                    |                                                    |                                |                                |                                   |                                |
| Lex Luthor                                                                |                                | Jesse Eisenberg                           |                                |                                | Jesse EisenbergC               |                                |                                                    |                                                                    |                                |                                             |                                                    |                                                    |                                |                                |                                   |                                |
| Jimmy Olsen                                                               |                                | Michael CassidyC                          |                                |                                |                                |                                |                                                    |                                                                    |                                |                                             |                                                    |                                                    |                                |                                |                                   |                                |
| Alfred Pennyworth                                                         |                                | Jeremy Irons                              |                                |                                | Jeremy Irons                   |                                |                                                    |                                                                    |                                |                                             |                                                    |                                                    | Jeremy Irons                   |                                |                                   |                                |
| Diana Prince Wonder Woman                                                 |                                | Gal Gadot                                 |                                | Gal Gadot                      | Gal Gadot                      |                                |                                                    |                                                                    | Gal Gadot                      |                                             |                                                    | Gal GadotC                                         | Gal GadotC                     |                                |                                   |                                |
| Senatore Purrington                                                       |                                | Patrick Leahy                             |                                |                                |                                |                                |                                                    |                                                                    |                                |                                             |                                                    |                                                    |                                |                                |                                   |                                |
| Sameer                                                                    |                                | Saïd TaghmaouiPC                          |                                | Saïd Taghmaoui                 |                                |                                |                                                    |                                                                    |                                |                                             |                                                    |                                                    |                                |                                |                                   |                                |
| Steppenwolf                                                               |                                | Personaggio in CGIC                       |                                |                                | Ciarán Hinds                   |                                |                                                    |                                                                    |                                |                                             |                                                    |                                                    |                                |                                |                                   |                                |
| Silas Stone                                                               |                                | Joe MortonC                               |                                |                                | Joe Morton                     |                                |                                                    |                                                                    |                                |                                             |                                                    |                                                    |                                |                                |                                   |                                |
| Victor Stone Cyborg                                                       |                                | Ray FisherC                               |                                |                                | Ray Fisher                     |                                |                                                    |                                                                    |                                |                                             |                                                    |                                                    |                                |                                |                                   |                                |
| Steve Trevor                                                              |                                | Chris PinePC                              |                                | Chris Pine                     |                                |                                |                                                    |                                                                    | Chris Pine                     |                                             |                                                    |                                                    |                                |                                |                                   |                                |
| Emmet Vale                                                                |                                | Ralph Lister                              |                                |                                |                                |                                |                                                    |                                                                    |                                |                                             |                                                    |                                                    |                                |                                |                                   |                                |
| Bruce Wayne Batman                                                        |                                | Ben Affleck                               | Ben AffleckC                   |                                | Ben Affleck                    |                                |                                                    |                                                                    |                                |                                             |                                                    |                                                    | Ben Affleck                    |                                |                                   |                                |
| Martha Wayne                                                              |                                | Lauren Cohan                              |                                |                                |                                |                                |                                                    |                                                                    |                                |                                             |                                                    |                                                    |                                |                                |                                   |                                |
| Thomas Wayne                                                              |                                | Jeffrey Dean Morgan                       |                                |                                |                                |                                |                                                    |                                                                    |                                |                                             |                                                    |                                                    |                                |                                |                                   |                                |
| Kahina Ziri                                                               |                                | Wunmi Mosaku                              |                                |                                |                                |                                |                                                    |                                                                    |                                |                                             |                                                    |                                                    |                                |                                |                                   |                                |
| POTUS                                                                     |                                | Patrick WilsonVC                          |                                |                                |                                |                                |                                                    |                                                                    |                                |                                             |                                                    |                                                    |                                |                                |                                   |                                |
| Introdotti in Suicide Squad                                               |                                |                                           |                                |                                |                                |                                |                                                    |                                                                    |                                |                                             |                                                    |                                                    |                                |                                |                                   |                                |
| GQ Edwards                                                                |                                |                                           | Scott Eastwood                 |                                |                                |                                |                                                    |                                                                    |                                |                                             |                                                    |                                                    |                                |                                |                                   |                                |
| Rick Flag                                                                 |                                |                                           | Joel Kinnaman                  |                                |                                |                                |                                                    |                                                                    |                                | Joel Kinnaman                               |                                                    |                                                    |                                |                                |                                   |                                |
| Jonny Frost                                                               |                                |                                           | Jim Parrack                    |                                |                                |                                |                                                    |                                                                    |                                |                                             |                                                    |                                                    |                                |                                |                                   |                                |
| Gomez                                                                     |                                |                                           | Alex Meraz                     |                                |                                |                                |                                                    |                                                                    |                                |                                             |                                                    |                                                    |                                |                                |                                   |                                |
| Griggs                                                                    |                                |                                           | Ike Barinholtz                 |                                |                                |                                |                                                    |                                                                    |                                |                                             |                                                    |                                                    |                                |                                |                                   |                                |
| George Harkness Captain Boomerang                                         |                                |                                           | Jai Courtney                   |                                |                                |                                |                                                    |                                                                    |                                | Jai Courtney                                |                                                    |                                                    | Jay CourtneyC                  |                                |                                   |                                |
| Incubus                                                                   |                                |                                           | Alain Chanoine                 |                                |                                |                                |                                                    |                                                                    |                                |                                             |                                                    |                                                    |                                |                                |                                   |                                |
| Joker                                                                     |                                |                                           | Jared Leto                     |                                |                                |                                |                                                    |                                                                    |                                |                                             |                                                    |                                                    |                                |                                |                                   |                                |
| Waylon Jones Killer Croc                                                  |                                |                                           | Adewale Akinnuoye-Agbaje       |                                |                                |                                |                                                    |                                                                    |                                |                                             |                                                    |                                                    |                                |                                |                                   |                                |
| Floyd Lawton Deadshot                                                     |                                |                                           | Will Smith                     |                                |                                |                                |                                                    |                                                                    |                                |                                             |                                                    |                                                    |                                |                                |                                   |                                |
| Zoe Lawton                                                                |                                |                                           | Shailyn Pierre-Dixon           |                                |                                |                                |                                                    |                                                                    |                                |                                             |                                                    |                                                    |                                |                                |                                   |                                |
| Monster T                                                                 |                                |                                           | Common                         |                                |                                |                                |                                                    |                                                                    |                                |                                             |                                                    |                                                    |                                |                                |                                   |                                |
| June Moone Incantatrice                                                   |                                |                                           | Cara Delevingne                |                                |                                |                                |                                                    |                                                                    |                                |                                             |                                                    |                                                    |                                |                                |                                   |                                |
| Harleen Quinzel Harley Quinn                                              |                                |                                           | Margot Robbie                  |                                |                                |                                |                                                    | Margot Robbie                                                      |                                | Margot Robbie                               |                                                    |                                                    |                                |                                |                                   |                                |
| Chato Santana El Diablo                                                   |                                |                                           | Jay Hernandez                  |                                |                                |                                |                                                    |                                                                    |                                |                                             |                                                    |                                                    |                                |                                |                                   |                                |
| Grace Santana                                                             |                                |                                           | Corina Calderón                |                                |                                |                                |                                                    |                                                                    |                                |                                             |                                                    |                                                    |                                |                                |                                   |                                |
| Dexter Tolliver                                                           |                                |                                           | David Harbour                  |                                |                                |                                |                                                    |                                                                    |                                |                                             |                                                    |                                                    |                                |                                |                                   |                                |
| Amanda Waller                                                             |                                |                                           | Viola Davis                    |                                |                                |                                |                                                    |                                                                    |                                | Viola Davis                                 | Viola Davis                                        |                                                    |                                |                                |                                   |                                |
| Christopher Weiss Slipknot                                                |                                |                                           | Adam Beach                     |                                |                                |                                |                                                    |                                                                    |                                |                                             |                                                    |                                                    |                                |                                |                                   |                                |
| Tatsu Yamashiro Katana                                                    |                                |                                           | Karen Fukuhara                 |                                |                                |                                |                                                    |                                                                    |                                |                                             |                                                    |                                                    |                                |                                |                                   |                                |
| Introdotti in Wonder Woman                                                |                                |                                           |                                |                                |                                |                                |                                                    |                                                                    |                                |                                             |                                                    |                                                    |                                |                                |                                   |                                |
| Acantha                                                                   |                                |                                           |                                | Florence Kasumba               |                                |                                |                                                    |                                                                    |                                |                                             |                                                    |                                                    |                                |                                |                                   |                                |
| Generale Antiope                                                          |                                |                                           |                                | Robin Wright                   | Robin WrightC                  |                                |                                                    |                                                                    | Robin WrightC                  |                                             |                                                    |                                                    |                                |                                |                                   |                                |
| Ares Sir Patrick Morgan                                                   |                                |                                           |                                | David Thewlis                  | David ThewlisC                 |                                |                                                    |                                                                    |                                |                                             |                                                    |                                                    |                                |                                |                                   |                                |
| Artemide                                                                  |                                |                                           |                                | Ann Wolfe                      |                                |                                |                                                    |                                                                    | Ann Wolfe                      |                                             |                                                    |                                                    |                                |                                |                                   |                                |
| Etta Candy                                                                |                                |                                           |                                | Lucy Davis                     |                                |                                |                                                    |                                                                    |                                |                                             |                                                    |                                                    |                                |                                |                                   |                                |
| Egeria                                                                    |                                |                                           |                                | Madeleine Vall Beijner         |                                |                                |                                                    |                                                                    |                                |                                             |                                                    |                                                    |                                |                                |                                   |                                |
| Euboea                                                                    |                                |                                           |                                | Samantha Jo                    | Samantha Jo                    |                                |                                                    |                                                                    |                                |                                             |                                                    |                                                    |                                |                                |                                   |                                |
| Regina Ippolita                                                           |                                |                                           |                                | Connie Nielsen                 | Connie Nielsen                 |                                |                                                    |                                                                    | Connie Nielsen                 |                                             |                                                    |                                                    |                                |                                |                                   |                                |
| Erich Ludendorff                                                          |                                |                                           |                                | Danny Huston                   |                                |                                |                                                    |                                                                    |                                |                                             |                                                    |                                                    |                                |                                |                                   |                                |
| Isabel Maru Dottor Poison                                                 |                                |                                           |                                | Elena Anaya                    |                                |                                |                                                    |                                                                    |                                |                                             |                                                    |                                                    |                                |                                |                                   |                                |
| Menalippe                                                                 |                                |                                           |                                | Lisa Loven Kongsli             | Lisa Loven Kongsli             |                                |                                                    |                                                                    |                                |                                             |                                                    |                                                    |                                |                                |                                   |                                |
| Orana                                                                     |                                |                                           |                                | Mayling Ng                     |                                |                                |                                                    |                                                                    |                                |                                             |                                                    |                                                    |                                |                                |                                   |                                |
| Penthesilea                                                               |                                |                                           |                                | Brook Ence                     | Brook Ence                     |                                |                                                    |                                                                    |                                |                                             |                                                    |                                                    |                                |                                |                                   |                                |
| Venelia                                                                   |                                |                                           |                                | Doutzen Kroes                  | Doutzen Kroes                  |                                |                                                    |                                                                    | Doutzen Kroes                  |                                             |                                                    |                                                    |                                |                                |                                   |                                |
| Zeus                                                                      |                                |                                           |                                | Personaggio in CGI             | Sergi ConstanceC               |                                |                                                    |                                                                    |                                |                                             |                                                    |                                                    |                                |                                |                                   |                                |
| Introdotti in Justice League                                              |                                |                                           |                                |                                |                                |                                |                                                    |                                                                    |                                |                                             |                                                    |                                                    |                                |                                |                                   |                                |
| Crispus Allen                                                             |                                |                                           |                                |                                | Kobna Holdbrook-Smith          |                                |                                                    |                                                                    |                                |                                             |                                                    |                                                    |                                |                                |                                   |                                |
| Henry Allen                                                               |                                |                                           |                                |                                | Billy Crudup                   |                                |                                                    |                                                                    |                                |                                             |                                                    |                                                    | Ron Livingston                 |                                |                                   |                                |
| Artemide                                                                  |                                |                                           |                                |                                | Aurore Lauzeral                |                                |                                                    |                                                                    |                                |                                             |                                                    |                                                    |                                |                                |                                   |                                |
| Re Atlan                                                                  |                                |                                           |                                |                                | Julian Lewis Jones             | Graham McTavish                |                                                    |                                                                    |                                |                                             |                                                    |                                                    |                                |                                | Vincent Regan                     |                                |
| Commissario James Gordon                                                  |                                |                                           |                                |                                | J. K. Simmons                  |                                |                                                    |                                                                    |                                |                                             |                                                    |                                                    |                                |                                |                                   |                                |
| Mera                                                                      |                                |                                           |                                |                                | Amber Heard                    | Amber Heard                    |                                                    |                                                                    |                                |                                             |                                                    |                                                    |                                |                                | Amber Heard                       |                                |
| Slade Wilson Deathstroke                                                  |                                |                                           |                                |                                | Joe ManganielloC               |                                |                                                    |                                                                    |                                |                                             |                                                    |                                                    |                                |                                |                                   |                                |
| Yalan Gur                                                                 |                                |                                           |                                |                                | Personaggio in CGI             |                                |                                                    |                                                                    |                                |                                             |                                                    |                                                    |                                |                                |                                   |                                |
| Introdotti in Aquaman                                                     |                                |                                           |                                |                                |                                |                                |                                                    |                                                                    |                                |                                             |                                                    |                                                    |                                |                                |                                   |                                |
| Regina Atlanna                                                            |                                |                                           |                                |                                |                                | Nicole Kidman                  |                                                    |                                                                    |                                |                                             |                                                    |                                                    |                                |                                | Nicole Kidman                     |                                |
| Thomas Curry                                                              |                                |                                           |                                |                                |                                | Temuera Morrison               |                                                    |                                                                    |                                |                                             |                                                    |                                                    | Temuera MorrisonC              |                                | Temuera Morrison                  |                                |
| David Kane Black Manta                                                    |                                |                                           |                                |                                |                                | Yahya Abdul-Mateen II          |                                                    |                                                                    |                                |                                             |                                                    |                                                    |                                |                                | Yahya Abdul-Mateen II             |                                |
| Karathen                                                                  |                                |                                           |                                |                                |                                | Julie AndrewsVC                |                                                    |                                                                    |                                |                                             |                                                    |                                                    |                                |                                |                                   |                                |
| Jesse Kane                                                                |                                |                                           |                                |                                |                                | Michael Beach                  |                                                    |                                                                    |                                |                                             |                                                    |                                                    |                                |                                | Michael BeachF                    |                                |
| Orm Marius Ocean Master                                                   |                                |                                           |                                |                                |                                | Patrick Wilson                 |                                                    |                                                                    |                                |                                             |                                                    |                                                    |                                |                                | Patrick Wilson                    |                                |
| Murk                                                                      |                                |                                           |                                |                                |                                | Ludi Lin                       |                                                    |                                                                    |                                |                                             |                                                    |                                                    |                                |                                |                                   |                                |
| Re Nereus                                                                 |                                |                                           |                                |                                |                                | Dolph Lundgren                 |                                                    |                                                                    |                                |                                             |                                                    |                                                    |                                |                                | Dolph Lundgren                    |                                |
| Scales                                                                    |                                |                                           |                                |                                |                                | Sophia Forrest                 |                                                    |                                                                    |                                |                                             |                                                    |                                                    |                                |                                |                                   |                                |
| Re dei Brine                                                              |                                |                                           |                                |                                |                                | John Rhys-DaviesV              |                                                    |                                                                    |                                |                                             |                                                    |                                                    |                                |                                | John Rhys-DaviesV                 |                                |
| Re Ricou                                                                  |                                |                                           |                                |                                |                                | Djimon Hounsou                 |                                                    |                                                                    |                                |                                             |                                                    |                                                    |                                |                                |                                   |                                |
| Regina dei Pescatori                                                      |                                |                                           |                                |                                |                                | Natalia Safran                 |                                                    |                                                                    |                                |                                             |                                                    |                                                    |                                |                                |                                   |                                |
| Nuidis Vulko                                                              |                                |                                           |                                |                                |                                | Willem Dafoe                   |                                                    |                                                                    |                                |                                             |                                                    |                                                    |                                |                                |                                   |                                |
| Dottor Stephen Shin                                                       |                                |                                           |                                |                                |                                | Randall Park                   |                                                    |                                                                    |                                |                                             |                                                    |                                                    |                                |                                | Randall Park                      |                                |
| Topo                                                                      |                                |                                           |                                |                                |                                | Personaggio in CGI             |                                                    |                                                                    |                                |                                             |                                                    |                                                    |                                |                                |                                   |                                |
| Introdotti in Shazam!                                                     |                                |                                           |                                |                                |                                |                                |                                                    |                                                                    |                                |                                             |                                                    |                                                    |                                |                                |                                   |                                |
| Billy Batson Shazam                                                       |                                |                                           |                                |                                |                                |                                | Asher Angel (adolescente)Zachary Levi (adulto)     |                                                                    |                                |                                             |                                                    | Asher Angel (adolescente)Zachary Levi (adulto)     |                                |                                |                                   |                                |
| Mary Bromfield Mary Shazam                                                |                                |                                           |                                |                                |                                |                                | Grace Fulton (adolescente)Michelle Borth (adulta)  |                                                                    |                                |                                             |                                                    | Grace Fulton (adolescente e adulta)                |                                |                                |                                   |                                |
| Eugene Choi                                                               |                                |                                           |                                |                                |                                |                                | Ian Chen (adolescente)Ross Butler (adulto)         |                                                                    |                                |                                             |                                                    | Ian Chen (adolescente)Ross Butler (adulto)         |                                |                                |                                   |                                |
| Darla Dudley                                                              |                                |                                           |                                |                                |                                |                                | Faithe Herman (adolescente)Meagan Good (adulta)    |                                                                    |                                |                                             |                                                    | Faithe Herman (adolescente)Meagan Good (adulta)    |                                |                                |                                   |                                |
| Dottor Thaddeus Sivana                                                    |                                |                                           |                                |                                |                                |                                | Mark Strong                                        |                                                                    |                                |                                             |                                                    | Mark StrongC                                       |                                |                                |                                   |                                |
| Freddy Freeman Shazam Jr.                                                 |                                |                                           |                                |                                |                                |                                | Jack Dylan Grazer (adolescente)Adam Brody (adulto) |                                                                    |                                |                                             |                                                    | Jack Dylan Grazer (adolescente)Adam Brody (adulto) |                                |                                |                                   |                                |
| Mr. Mind                                                                  |                                |                                           |                                |                                |                                |                                | David F. SandbergVC                                |                                                                    |                                |                                             |                                                    | David F. SandbergVC                                |                                |                                |                                   |                                |
| Pedro Peña                                                                |                                |                                           |                                |                                |                                |                                | Jovan Armand (adolescente)D. J. Cotrona (adulto)   |                                                                    |                                |                                             |                                                    | Jovan Armand (adolescente)D. J. Cotrona (adulto)   |                                |                                |                                   |                                |
| Mago Shazam                                                               |                                |                                           |                                |                                |                                |                                | Djimon Hounsou                                     |                                                                    |                                |                                             | Djimon HounsouC                                    | Djimon HounsouC                                    |                                |                                |                                   |                                |
| Mr. Sivana                                                                |                                |                                           |                                |                                |                                |                                | John Glover                                        |                                                                    |                                |                                             |                                                    |                                                    |                                |                                |                                   |                                |
| Sid Sivana                                                                |                                |                                           |                                |                                |                                |                                | Wayne Ward                                         |                                                                    |                                |                                             |                                                    |                                                    |                                |                                |                                   |                                |
| Rosa Vásquez                                                              |                                |                                           |                                |                                |                                |                                | Marta Milans                                       |                                                                    |                                |                                             |                                                    | Marta Milans                                       |                                |                                |                                   |                                |
| Víctor Vásquez                                                            |                                |                                           |                                |                                |                                |                                | Cooper Andrews                                     |                                                                    |                                |                                             |                                                    | Cooper Andrews                                     |                                |                                |                                   |                                |
| Introdotti in Birds of Prey e la fantasmagorica rinascita di Harley Quinn |                                |                                           |                                |                                |                                |                                |                                                    |                                                                    |                                |                                             |                                                    |                                                    |                                |                                |                                   |                                |
| Capitano Patrick Erickson                                                 |                                |                                           |                                |                                |                                |                                |                                                    | Steven Williams                                                    |                                |                                             |                                                    |                                                    |                                |                                |                                   |                                |
| Detective Tim Munroe                                                      |                                |                                           |                                |                                |                                |                                |                                                    | Derek Wilson                                                       |                                |                                             |                                                    |                                                    |                                |                                |                                   |                                |
| Ellen Yee                                                                 |                                |                                           |                                |                                |                                |                                |                                                    | Ali Wong                                                           |                                |                                             |                                                    |                                                    |                                |                                |                                   |                                |
| Erika                                                                     |                                |                                           |                                |                                |                                |                                |                                                    | Bojana Novakovic                                                   |                                |                                             |                                                    |                                                    |                                |                                |                                   |                                |
| Franco Bertinelli                                                         |                                |                                           |                                |                                |                                |                                |                                                    | Paul Lasa                                                          |                                |                                             |                                                    |                                                    |                                |                                |                                   |                                |
| Helena Bertinelli Cacciatrice                                             |                                |                                           |                                |                                |                                |                                |                                                    | Mary Elizabeth Winstead                                            |                                |                                             |                                                    |                                                    |                                |                                |                                   |                                |
| Maria Bertinelli                                                          |                                |                                           |                                |                                |                                |                                |                                                    | Charlene Amoia                                                     |                                |                                             |                                                    |                                                    |                                |                                |                                   |                                |
| Cassandra Cain                                                            |                                |                                           |                                |                                |                                |                                |                                                    | Ella Jay Basco                                                     |                                |                                             |                                                    |                                                    |                                |                                |                                   |                                |
| Doc                                                                       |                                |                                           |                                |                                |                                |                                |                                                    | Dana Lee                                                           |                                |                                             |                                                    |                                                    |                                |                                |                                   |                                |
| Drago                                                                     |                                |                                           |                                |                                |                                |                                |                                                    | Michael Masini                                                     |                                |                                             |                                                    |                                                    |                                |                                |                                   |                                |
| Dinah Lance Black Canary                                                  |                                |                                           |                                |                                |                                |                                |                                                    | Jurnee Smollett-Bell                                               |                                |                                             |                                                    |                                                    |                                |                                |                                   |                                |
| Stefano Galante                                                           |                                |                                           |                                |                                |                                |                                |                                                    | Robert Catrini                                                     |                                |                                             |                                                    |                                                    |                                |                                |                                   |                                |
| Roman Sionis Maschera Nera                                                |                                |                                           |                                |                                |                                |                                |                                                    | Ewan McGregor                                                      |                                |                                             |                                                    |                                                    |                                |                                |                                   |                                |
| Renee Montoya                                                             |                                |                                           |                                |                                |                                |                                |                                                    | Rosie Perez                                                        |                                |                                             |                                                    |                                                    |                                |                                |                                   |                                |
| Victor Zsasz                                                              |                                |                                           |                                |                                |                                |                                |                                                    | Chris Messina                                                      |                                |                                             |                                                    |                                                    |                                |                                |                                   |                                |
| Mr. Keo                                                                   |                                |                                           |                                |                                |                                |                                |                                                    | Francois Chau                                                      |                                |                                             |                                                    |                                                    |                                |                                |                                   |                                |
| Mrs. Keo                                                                  |                                |                                           |                                |                                |                                |                                |                                                    | Miyuki Matsunaga                                                   |                                |                                             |                                                    |                                                    |                                |                                |                                   |                                |
| Miss Keo                                                                  |                                |                                           |                                |                                |                                |                                |                                                    | Anna Mikami                                                        |                                |                                             |                                                    |                                                    |                                |                                |                                   |                                |
| Happy                                                                     |                                |                                           |                                |                                |                                |                                |                                                    | Matthew Willig                                                     |                                |                                             |                                                    |                                                    |                                |                                |                                   |                                |
| Dave Murray                                                               |                                |                                           |                                |                                |                                |                                |                                                    | David Ury                                                          |                                |                                             |                                                    |                                                    |                                |                                |                                   |                                |
| Kathrine                                                                  |                                |                                           |                                |                                |                                |                                |                                                    | Sara Montez                                                        |                                |                                             |                                                    |                                                    |                                |                                |                                   |                                |
| Carlos Rossi                                                              |                                |                                           |                                |                                |                                |                                |                                                    | Joe Bucaro III                                                     |                                |                                             |                                                    |                                                    |                                |                                |                                   |                                |
| Introdotti in Wonder Woman 1984                                           |                                |                                           |                                |                                |                                |                                |                                                    |                                                                    |                                |                                             |                                                    |                                                    |                                |                                |                                   |                                |
| Alistair Lord                                                             |                                |                                           |                                |                                |                                |                                |                                                    |                                                                    | Lucian Perez                   |                                             |                                                    |                                                    |                                |                                |                                   |                                |
| Asteria                                                                   |                                |                                           |                                |                                |                                |                                |                                                    |                                                                    | Lynda Carter                   |                                             |                                                    |                                                    |                                |                                |                                   |                                |
| Babajide                                                                  |                                |                                           |                                |                                |                                |                                |                                                    |                                                                    | Ravi Patel                     |                                             |                                                    |                                                    |                                |                                |                                   |                                |
| Barbara Ann Minerva Cheetah                                               |                                |                                           |                                |                                |                                |                                |                                                    |                                                                    | Kristen Wiig                   |                                             |                                                    |                                                    |                                |                                |                                   |                                |
| Carol Thomas                                                              |                                |                                           |                                |                                |                                |                                |                                                    |                                                                    | Natasha Rothwell               |                                             |                                                    |                                                    |                                |                                |                                   |                                |
| Maxwell Lord                                                              |                                |                                           |                                |                                |                                |                                |                                                    |                                                                    | Pedro Pascal                   |                                             |                                                    |                                                    |                                |                                |                                   |                                |
| Raquel                                                                    |                                |                                           |                                |                                |                                |                                |                                                    |                                                                    | Gabriella Wilde                |                                             |                                                    |                                                    |                                |                                |                                   |                                |
| Said Bin Abydos                                                           |                                |                                           |                                |                                |                                |                                |                                                    |                                                                    | Amr Waked                      |                                             |                                                    |                                                    |                                |                                |                                   |                                |
| Introdotti in The Suicide Squad - Missione suicida                        |                                |                                           |                                |                                |                                |                                |                                                    |                                                                    |                                |                                             |                                                    |                                                    |                                |                                |                                   |                                |
| Cory Pitzner The Detachable Kid                                           |                                |                                           |                                |                                |                                |                                |                                                    |                                                                    |                                | Nathan Fillion                              |                                                    |                                                    |                                |                                |                                   |                                |
| Flo Crawley                                                               |                                |                                           |                                |                                |                                |                                |                                                    |                                                                    |                                | Tinashe Kajese                              |                                                    |                                                    |                                |                                |                                   |                                |
| Gaius Greves Pensatore                                                    |                                |                                           |                                |                                |                                |                                |                                                    |                                                                    |                                | Peter Capaldi                               |                                                    |                                                    |                                |                                |                                   |                                |
| Robert DuBois Bloodsport                                                  |                                |                                           |                                |                                |                                |                                |                                                    |                                                                    |                                | Idris Elba                                  |                                                    |                                                    |                                |                                |                                   |                                |
| Tyla DuBois                                                               |                                |                                           |                                |                                |                                |                                |                                                    |                                                                    |                                | Storm Reid                                  |                                                    |                                                    |                                |                                |                                   |                                |
| Brian Durlin Savant                                                       |                                |                                           |                                |                                |                                |                                |                                                    |                                                                    |                                | Michael Rooker                              |                                                    |                                                    |                                |                                |                                   |                                |
| Emilia Harcourt                                                           |                                |                                           |                                |                                |                                |                                |                                                    |                                                                    |                                | Jennifer Holland                            | Jennifer HollandC                                  | Jennifer HollandC                                  |                                |                                |                                   |                                |
| Richard Hertz Blackguard                                                  |                                |                                           |                                |                                |                                |                                |                                                    |                                                                    |                                | Pete Davidson                               |                                                    |                                                    |                                |                                |                                   |                                |
| Abner Krill Polka-Dot Man                                                 |                                |                                           |                                |                                |                                |                                |                                                    |                                                                    |                                | David Dastmalchian                          |                                                    |                                                    |                                |                                |                                   |                                |
| Gunter Braun Javelin                                                      |                                |                                           |                                |                                |                                |                                |                                                    |                                                                    |                                | Flula Borg                                  |                                                    |                                                    |                                |                                |                                   |                                |
| Silvio Luna                                                               |                                |                                           |                                |                                |                                |                                |                                                    |                                                                    |                                | Juan Diego Botto                            |                                                    |                                                    |                                |                                |                                   |                                |
| Mongal                                                                    |                                |                                           |                                |                                |                                |                                |                                                    |                                                                    |                                | Mayling Ng                                  |                                                    |                                                    |                                |                                |                                   |                                |
| John Monroe Weasel                                                        |                                |                                           |                                |                                |                                |                                |                                                    |                                                                    |                                | Sean Gunn                                   |                                                    |                                                    |                                |                                |                                   |                                |
| Nanaue Re Squalo                                                          |                                |                                           |                                |                                |                                |                                |                                                    |                                                                    |                                | Sylvester StalloneV                         |                                                    |                                                    |                                |                                |                                   |                                |
| Otis Flannegan Ratcatcher                                                 |                                |                                           |                                |                                |                                |                                |                                                    |                                                                    |                                | Taika WaititiC                              |                                                    |                                                    |                                |                                |                                   |                                |
| Cleo Cazo Ratcatcher II                                                   |                                |                                           |                                |                                |                                |                                |                                                    |                                                                    |                                | Daniela Melchior                            |                                                    |                                                    |                                |                                |                                   |                                |
| Christopher Smith Peacemaker                                              |                                |                                           |                                |                                |                                |                                |                                                    |                                                                    |                                | John Cena                                   |                                                    |                                                    |                                |                                |                                   |                                |
| Sol Soria                                                                 |                                |                                           |                                |                                |                                |                                |                                                    |                                                                    |                                | Alice Braga                                 |                                                    |                                                    |                                |                                |                                   |                                |
| Starro il Conquistatore                                                   |                                |                                           |                                |                                |                                |                                |                                                    |                                                                    |                                | Taika WaititiV                              |                                                    |                                                    |                                |                                |                                   |                                |
| Mateo Suarez                                                              |                                |                                           |                                |                                |                                |                                |                                                    |                                                                    |                                | Joaquín Cosío                               |                                                    |                                                    |                                |                                |                                   |                                |
| John Economos                                                             |                                |                                           |                                |                                |                                |                                |                                                    |                                                                    |                                | Steve Agee                                  |                                                    | Steve AgeeC                                        |                                |                                |                                   |                                |
| Uomo Calendario                                                           |                                |                                           |                                |                                |                                |                                |                                                    |                                                                    |                                | Sean GunnC                                  |                                                    |                                                    |                                |                                |                                   |                                |
| Milton                                                                    |                                |                                           |                                |                                |                                |                                |                                                    |                                                                    |                                | Julio Ruiz                                  |                                                    |                                                    |                                |                                |                                   |                                |
| Introdotti in Black Adam                                                  |                                |                                           |                                |                                |                                |                                |                                                    |                                                                    |                                |                                             |                                                    |                                                    |                                |                                |                                   |                                |
| Adrianna Tomaz                                                            |                                |                                           |                                |                                |                                |                                |                                                    |                                                                    |                                |                                             | Sarah Shahi                                        |                                                    |                                |                                |                                   |                                |
| Ahk-Ton                                                                   |                                |                                           |                                |                                |                                |                                |                                                    |                                                                    |                                |                                             | Marwan KenzariC                                    |                                                    |                                |                                |                                   |                                |
| Amon Tomaz                                                                |                                |                                           |                                |                                |                                |                                |                                                    |                                                                    |                                |                                             | Bodhi Sabongui                                     |                                                    |                                |                                |                                   |                                |
| Al Pratt                                                                  |                                |                                           |                                |                                |                                |                                |                                                    |                                                                    |                                |                                             | Henry WinklerC                                     |                                                    |                                |                                |                                   |                                |
| Albert Rothstein Atom Smasher                                             |                                |                                           |                                |                                |                                |                                |                                                    |                                                                    |                                |                                             | Noah Centineo                                      |                                                    |                                |                                |                                   |                                |
| Hurut                                                                     |                                |                                           |                                |                                |                                |                                |                                                    |                                                                    |                                |                                             | Jalon Christian (adolescente)Uli Latukefu (adulto) |                                                    |                                |                                |                                   |                                |
| Karim Tomaz                                                               |                                |                                           |                                |                                |                                |                                |                                                    |                                                                    |                                |                                             | Mo Amer                                            |                                                    |                                |                                |                                   |                                |
| Kent Nelson Dottor Fate                                                   |                                |                                           |                                |                                |                                |                                |                                                    |                                                                    |                                |                                             | Pierce Brosnan                                     |                                                    |                                |                                |                                   |                                |
| Carter Hall Hawkman                                                       |                                |                                           |                                |                                |                                |                                |                                                    |                                                                    |                                |                                             | Aldis Hodge                                        |                                                    |                                |                                |                                   |                                |
| Ishmael Gregor Sabbac                                                     |                                |                                           |                                |                                |                                |                                |                                                    |                                                                    |                                |                                             | Marwan Kenzari                                     |                                                    |                                |                                |                                   |                                |
| Maxine Hunkel Cyclone                                                     |                                |                                           |                                |                                |                                |                                |                                                    |                                                                    |                                |                                             | Quintessa Swindell                                 |                                                    |                                |                                |                                   |                                |
| Rami                                                                      |                                |                                           |                                |                                |                                |                                |                                                    |                                                                    |                                |                                             | Patrick SabonguiC                                  |                                                    |                                |                                |                                   |                                |
| Samir                                                                     |                                |                                           |                                |                                |                                |                                |                                                    |                                                                    |                                |                                             | James Cusati-Moyer                                 |                                                    |                                |                                |                                   |                                |
| Shiruta                                                                   |                                |                                           |                                |                                |                                |                                |                                                    |                                                                    |                                |                                             | Odelya HaleviC                                     |                                                    |                                |                                |                                   |                                |
| Teth-Adam Black Adam                                                      |                                |                                           |                                |                                |                                |                                |                                                    |                                                                    |                                |                                             | Dwayne Johnson                                     |                                                    |                                |                                |                                   |                                |
| Introdotti in Shazam! Furia degli dei                                     |                                |                                           |                                |                                |                                |                                |                                                    |                                                                    |                                |                                             |                                                    |                                                    |                                |                                |                                   |                                |
| Anthea                                                                    |                                |                                           |                                |                                |                                |                                |                                                    |                                                                    |                                |                                             |                                                    | Rachel Zegler                                      |                                |                                |                                   |                                |
| Dario Bava                                                                |                                |                                           |                                |                                |                                |                                |                                                    |                                                                    |                                |                                             |                                                    | P.J. Byrne                                         |                                |                                |                                   |                                |
| Geckle                                                                    |                                |                                           |                                |                                |                                |                                |                                                    |                                                                    |                                |                                             |                                                    | Diedrich Bader                                     |                                |                                |                                   |                                |
| Hespera                                                                   |                                |                                           |                                |                                |                                |                                |                                                    |                                                                    |                                |                                             |                                                    | Helen Mirren                                       |                                |                                |                                   |                                |
| Kalypso                                                                   |                                |                                           |                                |                                |                                |                                |                                                    |                                                                    |                                |                                             |                                                    | Lucy Liu                                           |                                |                                |                                   |                                |
| Introdotti in The Flash                                                   |                                |                                           |                                |                                |                                |                                |                                                    |                                                                    |                                |                                             |                                                    |                                                    |                                |                                |                                   |                                |
| Al Falcone                                                                |                                |                                           |                                |                                |                                |                                |                                                    |                                                                    |                                |                                             |                                                    |                                                    | Luke Brandon Field             |                                |                                   |                                |
| Barry Allen Dark Flash (Terra-89)                                         |                                |                                           |                                |                                |                                |                                |                                                    |                                                                    |                                |                                             |                                                    |                                                    | Ezra Miller                    |                                |                                   |                                |
| Barry Allen Flash (Terra-89)                                              |                                |                                           |                                |                                |                                |                                |                                                    |                                                                    |                                |                                             |                                                    |                                                    | Ezra Miller                    |                                |                                   |                                |
| Bruce Wayne Batman (Terra-89)                                             |                                |                                           |                                |                                |                                |                                |                                                    |                                                                    |                                |                                             |                                                    |                                                    | Michael Keaton                 |                                |                                   |                                |
| Bruce Wayne Batman (Terra-97)                                             |                                |                                           |                                |                                |                                |                                |                                                    |                                                                    |                                |                                             |                                                    |                                                    | George ClooneyC                |                                |                                   |                                |
| Dru-Zod Generale Zod (Terra-89)                                           |                                |                                           |                                |                                |                                |                                |                                                    |                                                                    |                                |                                             |                                                    |                                                    | Michael Shannon                |                                |                                   |                                |
| Faora-Ul (Terra-89)                                                       |                                |                                           |                                |                                |                                |                                |                                                    |                                                                    |                                |                                             |                                                    |                                                    | Antje Traue                    |                                |                                   |                                |
| Iris West                                                                 |                                |                                           |                                |                                |                                |                                |                                                    |                                                                    |                                |                                             |                                                    |                                                    | Kiersey Clemons                |                                |                                   |                                |
| Kara Zor-El Supergirl                                                     |                                |                                           |                                |                                |                                |                                |                                                    |                                                                    |                                |                                             |                                                    |                                                    | Sasha Calle                    |                                |                                   |                                |
| Nam-Ek (Terra-89)                                                         |                                |                                           |                                |                                |                                |                                |                                                    |                                                                    |                                |                                             |                                                    |                                                    | Personaggio in CGI             |                                |                                   |                                |
| Nora Allen                                                                |                                |                                           |                                |                                |                                |                                |                                                    |                                                                    |                                |                                             |                                                    |                                                    | Maribel Verdú                  |                                |                                   |                                |
| Introdotti in Blue Beetle                                                 |                                |                                           |                                |                                |                                |                                |                                                    |                                                                    |                                |                                             |                                                    |                                                    |                                |                                |                                   |                                |
| Alberto Reyes                                                             |                                |                                           |                                |                                |                                |                                |                                                    |                                                                    |                                |                                             |                                                    |                                                    |                                | Damián Alcázar                 |                                   |                                |
| Ignacio Carapax OMAC                                                      |                                |                                           |                                |                                |                                |                                |                                                    |                                                                    |                                |                                             |                                                    |                                                    |                                | Raoul Trujillo                 |                                   |                                |
| Jaime Reyes Blue Beetle                                                   |                                |                                           |                                |                                |                                |                                |                                                    |                                                                    |                                |                                             |                                                    |                                                    |                                | Xolo Maridueña                 |                                   |                                |
| José Francisco Morales Rivera de la Cruz Dr. Sanchez                      |                                |                                           |                                |                                |                                |                                |                                                    |                                                                    |                                |                                             |                                                    |                                                    |                                | Harvey Guillén                 |                                   |                                |
| Khaji-Da Scarabeo                                                         |                                |                                           |                                |                                |                                |                                |                                                    |                                                                    |                                |                                             |                                                    |                                                    |                                | Becky GV                       |                                   |                                |
| Milagros Reyes                                                            |                                |                                           |                                |                                |                                |                                |                                                    |                                                                    |                                |                                             |                                                    |                                                    |                                | Belissa Escobedo               |                                   |                                |
| Nana Reyes                                                                |                                |                                           |                                |                                |                                |                                |                                                    |                                                                    |                                |                                             |                                                    |                                                    |                                | Adriana Barraza                |                                   |                                |
| Jenny Kord                                                                |                                |                                           |                                |                                |                                |                                |                                                    |                                                                    |                                |                                             |                                                    |                                                    |                                | Bruna Marquezine               |                                   |                                |
| Rocio Reyes                                                               |                                |                                           |                                |                                |                                |                                |                                                    |                                                                    |                                |                                             |                                                    |                                                    |                                | Elpidia Carrillo               |                                   |                                |
| Rudy Reyes                                                                |                                |                                           |                                |                                |                                |                                |                                                    |                                                                    |                                |                                             |                                                    |                                                    |                                | George Lopez                   |                                   |                                |
| Victoria Kord                                                             |                                |                                           |                                |                                |                                |                                |                                                    |                                                                    |                                |                                             |                                                    |                                                    |                                | Susan Sarandon                 |                                   |                                |
| Introdotti in Aquaman e il regno perduto                                  |                                |                                           |                                |                                |                                |                                |                                                    |                                                                    |                                |                                             |                                                    |                                                    |                                |                                |                                   |                                |
| Karshon                                                                   |                                |                                           |                                |                                |                                |                                |                                                    |                                                                    |                                |                                             |                                                    |                                                    |                                |                                | Indya Moore                       |                                |
| Kingfish                                                                  |                                |                                           |                                |                                |                                |                                |                                                    |                                                                    |                                |                                             |                                                    |                                                    |                                |                                | Martin ShortV                     |                                |
| Re Kordax                                                                 |                                |                                           |                                |                                |                                |                                |                                                    |                                                                    |                                |                                             |                                                    |                                                    |                                |                                | Pilou Asbæk                       |                                |
| Stingray                                                                  |                                |                                           |                                |                                |                                |                                |                                                    |                                                                    |                                |                                             |                                                    |                                                    |                                |                                | Jani Zhao                         |                                |

## Altri media

### Zack Snyder's Justice League
La distribuzione della Zack Snyder's Justice League ha rappresentato la prima volta in cui all'interno del DC Extended Universe sono esistite due versioni differenti del film, ma entrambe inserite all'interno della continuity del franchise. Il cast della versione del regista, confermato dal regista Zack Snyder attraverso i social media, è per larga parte condiviso con quello della versione cinematografica. I membri del cast già apparsi riprendono i loro ruoli dai film precedenti del franchise.
Cast principale:
- Henry Cavill
- Ben Affleck
- Gal Gadot
- Ezra Miller
- Jason Momoa
- Ray Fisher

Cast di supporto:
- Amy Adams
- Diane Lane
- Harry Lennix
- Jeremy Irons
- J. K. Simmons
- Connie Nielsen

- David Thewlis
- Billy Crudup
- Kiersey Clemons
- Amber Heard
- Willem Dafoe
- Joe Morton

- Jesse Eisenberg
- Ciarán Hinds
- Joe Manganiello
- Lisa Loven Kongsli
- Kevin Costner
- Doutzen Kroes

- Jared Leto
- Robin Wright
- Peter Guinness
- Zheng Kai
- Ray Porter
- Karen Bryson

### Serie televisive
| Personaggio                  |                       |
| Personaggio                  | Peacemaker (2022)     |
| Introdotti nei film          | Introdotti nei film   |
| ---------------------------- | --------------------- |
| Christopher Smith Peacemaker | John CenaM            |
| John Economos                | Steve Agee            |
| Emilia Harcourt              | Jennifer Holland      |
| Amanda Waller                | Viola Davis           |
| Introdotti in Peacemaker     |                       |
| Leota Adebayo                | Danielle Brooks       |
| Adrian Chase Vigilante       | Freddie Stroma        |
| Hadley Jagger Judomaster     | Nhut Le               |
| Larry Fitzgibbon             | Lochlyn Munro         |
| Locke                        | Christopher Heyerdahl |
| Clemson Murn                 | Chukwudi Iwuji        |
| Auggie Smith Drago Bianco    | Robert Patrick        |
| Sophie Song                  | Annie Chang           |

## Personaggi introdotti in scene tagliate
| Personaggio                    | Batman v Superman: Dawn of Justice (2016) | Justice League (2017) | Zack Snyder's Justice League (2021) |
| ------------------------------ | ----------------------------------------- | --------------------- | ----------------------------------- |
| Jonathan Kent                  |                                           |                       | Kevin Costner                       |
| Elinore Stone                  |                                           | Karen Bryson          | Karen Bryson                        |
| Iris West                      |                                           | Kiersey Clemons       | Kiersey Clemons                     |
| Nuidis Vulko                   |                                           | Willem Dafoe          | Willem Dafoe                        |
| Ryan Choi                      |                                           | Zheng Kai             | Zheng Kai                           |
| Martian Manhunter J'onn J'onnz |                                           | Harry Lennix          | Harry Lennix                        |
| Darkseid                       |                                           | Ray Porter            | Ray Porter                          |
| Desaad                         |                                           | Peter Guinness        | Peter Guinness                      |
| Granny Goodness                |                                           |                       | Personaggio in CGI                  |
| Jenet Klyburn                  | Jena Malone                               |                       |                                     |
| Joker                          |                                           |                       | Jared Leto                          |
| Kilowog Lanterna Verde         |                                           |                       | Personaggio in CGI                  |
| Yalan Gur Lanterna Verde       |                                           | Personaggio in CGI    | Personaggio in CGI                  |
| Steppenwolf                    | Personaggio in CGI                        | Ciarán Hinds          | Ciarán Hinds                        |

     Personaggi presenti in scene tagliate e poi introdotti tramite home media, versioni estese e film successivi.
     Personaggi presenti in scene tagliate.
     Personaggi introdotti nella Zack Snyder's Justice League.
     Personaggi già introdotti e ritornati nella Zack Snyder's Justice League.

### Annotazioni
1. ↑  Il cadavere del Generale Zod riveste un ruolo cruciale in Batman v Superman: Dawn of Justice; tuttavia, Michael Shannon non ha girato alcuna scena e il cadavere è stato creato usando il corpo di Greg Plitt e un primo piano di Shannon.
2. ↑  Willem Dafoe ha interpretato Nuidis Vulko anche in Justice League ma le sue scene sono state tagliate.
3. ↑  Black Adam ha fatto un cameo in digitale anche in Shazam!. Il personaggio è stato riprodotto con le sembianze di Dwayne Johnson.
4. ↑  Kiersey Clemons ha interpretato Iris West in Justice League ma la sua scena è stata tagliata. La Clemons ha detto di aver firmato un contratto per apparire anche nello standalone di Flash, tuttavia il regista Andy Muschietti non ha annunciato il cast.

### Fonti
1. ↑   Paunchy Russell Crowe suits up to play Superman's dad (but he can't keep away from his own kryptonite... nicotine), su dailymail.co.uk. URL consultato il 15 luglio 2015.
2. ↑   Henry Cavill Has Been Cast as SUPERMAN, su collider.com. URL consultato il 15 luglio 2015.
3. ↑   BEN AFFLECK REVEALED AS BATMAN IN WARNER BROS. PICTURES’ NEW SUPER HERO FEATURE FILM, NOW SLATED TO OPEN JULY 17, 2015, su dccomics.com. URL consultato il 15 luglio 2015.
4. ↑   Justin Kroll, WB Announces 10 DC Comics Movies, 3 'Harry Potter' Spinoffs and 'Lego' Sequels, su variety.com. URL consultato il 15 luglio 2015.
5. ↑   Superman reboot casts its villainess, su avclub.com. URL consultato il 15 luglio 2015.
6. ↑   MAN OF STEEL Character with a Familiar Name to Return In BATMAN V SUPERMAN, su newsarama.com. URL consultato il 15 luglio 2015.
7. ↑   Christina Wren Will Reprise Man Of Steel Role For Batman V Superman, su Comicbook.com. URL consultato il 15 luglio 2015.
8. ↑   'Man Of Steel' Actor Richard Schiff Talks Secret Origins Of Emil Hamilton, su Splash Page. URL consultato il 15 luglio 2015 (archiviato dall'url originale il 7 aprile 2015).
9. ↑   Christopher Meloni Knows Superman, su rollingstone.com. URL consultato il 15 luglio 2015 (archiviato dall'url originale il 7 aprile 2015).
10. ↑   In 'Man of Steel,' Kevin Costner and Diane Lane add star power to supporting roles as Clark Kent's folks, su nydailynews.com. URL consultato il 15 luglio 2015.
11. ↑   Adam B. Vary, Diane Lane will play Martha Kent in new Superman, su Entertainment Weekly, 2 marzo 2011. URL consultato il 3 marzo 2011.
12. ↑   Josh Wilding, SDCC '13: Zack Snyder Announces BATMAN/SUPERMAN; Check Out The Official Logo, su Comic Book Movie, 20 luglio 2013. URL consultato il 16 luglio 2015 (archiviato dall'url originale il 21 ottobre 2013).
13. ↑   Jenna Mullins, Amy Adams Cast as Lois Lane, su E! Online, 26 marzo 2011.
14. 1 2   Rich Katey, Batman-Superman Film Brings In Man Of Steel Cast, Confirms 2015 Release, su CinemaBlend. URL consultato il 16 luglio 2015 (archiviato dall'url originale il 7 aprile 2015).
15. 1 2   Russ Fisher, DC Comics Movies Announced: ‘Suicide Squad,’ ‘Wonder Woman,’ ′Suicide Squad,′ ‘Justice League,’ ‘The Flash,’ ‘Aquaman’, su /Film, 15 ottobre 2014.
16. ↑   Russ Fisher, ‘Man of Steel’ Adds Jadin Gould as Young Lana Lang, su /Film, 4 gennaio 2011.
17. ↑   Kama Rahyab, World's Finest Fancast for the World's Finest, su MoviePilot, 30 marzo 2015 (archiviato dall'url originale il 31 marzo 2015).
18. ↑   Mike Fleming, Jr., Ayelet Zurer Replacing Julia Ormond As Superman's Krypton Mom, su Deadline, 25 settembre 2011.
19. ↑   Film/TV Biography, su ApolloniaVanova.com. URL consultato il 16 luglio 2015 (archiviato dall'url originale il 7 aprile 2015).
20. ↑   Gary Westfahl, ‘This Man Is Not Our Enemy’: A Review of Man of Steel, su Locus Online, 15 giugno 2013.
21. ↑   Adam Chitwood, Harry Lennix Joins MAN OF STEEL, su Collider, 8 luglio 2011. URL consultato il 16 luglio 2015.
22. ↑  (EN) Harry Lennix Confirms Some Of The Batman V. Superman Rumors Are True, su comicbook.com, 9 agosto 2014. URL consultato l'11 agosto 2015 (archiviato dall'url originale il 13 luglio 2015).
23. ↑   Eric Ditzian, Man Of Steel Taps Laurence Fishburne As News Chief Perry White, su MTV, 8 marzo 2011. URL consultato il 16 luglio 2015 (archiviato dall'url originale il 19 giugno 2012).
24. ↑   David Hyde, MICHAEL SHANNON TO STAR AS GENERAL ZOD IN “MAN OF STEEL” FROM WARNER BROS. PICTURES AND LEGENDARY PICTURES, in DC Comics, 10 aprile 2011. URL consultato l'8 marzo 2015.
25. 1 2   Watch: The 'Batman v. Superman: Dawn of Justice' trailer is out and it's epic in every sense of the word, su Firstpost, 12 luglio 2015.
26. ↑   Peter Sciretta, Jason Momoa Is Aquaman in ‘Batman V Superman: Dawn Of Justice’, su /Film, 14 giugno 2014.
27. ↑   Graeme McMillian, Jason Momoa Talks 'Aquaman' Plans, Confirms 'Justice League' Appearance, su The Hollywood Reporter, 20 ottobre 2014.
28. ↑  (EN) Russ Burlingame, Batman V. Superman: Bruce Wayne Nightmare, Flash Cameo Reportedly Confirmed, su ComicBook.com, 6 dicembre 2015 (archiviato il 9 agosto 2017).
29. ↑   Chris Agar, ‘The Flash’ Movie’s Ezra Miller on Playing the Character Long-Term, su Screenrant, 2 febbraio 2015.
30. ↑   Rebecca Ford, Warner Bros.' 'The Flash' Movie to Star Ezra Miller, su hollywoodreporter.com, 15 ottobre 2014.
31. ↑  (EN) 'Batman v. Superman' and 'Suicide Squad': Ben Affleck, Will Smith, Cara Delevingne Pose for THR's Epic Group Photo, su The Hollywood Reporter, 15 luglio 2015.
32. ↑   Ben Bussey, Wolverine Actress Joins Batman V Superman, su Yahoo! Movies, 19 giugno 2014 (archiviato dall'url originale il 15 luglio 2014).
33. 1 2   Jesse Eisenberg and Jeremy Irons Join the Cast of Warner Bros. Pictures' Untitled Superman/Batman Film from Director Zack Snyder, su Business Wire, 31 gennaio 2014.
34. ↑   Gal Gadot to Play Wonder Woman in 'Batman vs. Superman', su Variety, 4 dicembre 2013.
35. ↑   Amanda Kooser, Wonder Woman standalone film will star Gal Gadot, su cnet.com, 24 gennaio 2014.
36. 1 2   Chris Begley, Gal Gadot signed a 3 movie deal as Wonder Woman (video), su Batman News, 22 gennaio 2014.
37. ↑   Amanda Kooser, Wonder Woman standalone film will star Gal Gadot, su CNET, 24 gennaio 2014. URL consultato il 4 aprile 2015.
38. ↑   Ray Fisher to Play Cyborg In ‘Batman-Superman’ (EXCLUSIVE), su Deadline.com, 23 aprile 2014. URL consultato il 16 luglio 2015 (archiviato dall'url originale l'11 giugno 2014).
39. ↑   Chris Lee, DC's 'Cyborg,' Ray Fisher, didn't know he was getting his own movie, su Entertainment Weekly, 21 ottobre 2014.
40. ↑  (EN) Jeff Sneider, Chris Pine Closes Deal to Star Opposite Gal Gadot in ‘Wonder Woman’ (Exclusive), su The Wrap, 28 luglio 2015.
41. ↑   Justin Kroll, WB Announces 10 DC Comics Movies, 3 ‘Harry Potter’ Spinoffs and ‘Lego’ Sequels, su Variety, 15 ottobre 2014.
42. ↑   Undercover Ben Affleck on set of Suicide Squad, su etalk, 30 aprile 2015 (archiviato dall'url originale il 3 maggio 2015).
43. 1 2  (EN) Anthony D'Alessandro, Anthony D'Alessandro, Ben Affleck To Return As Batman In Upcoming ‘Flash’ Movie That Also Will Feature Michael Keaton As Dark Knight, su Deadline, 20 agosto 2020.
44. ↑   Jeff Sneider, Jay Hernandez Joining Will Smith, Jared Leto in WB’s ‘Suicide Squad’ (Exclusive), su The Wrap, 18 febbraio 2015.
45. ↑  (EN) Nick de Semlyen, Superbad, in Empire, Bauer Media Group,  pp. 64-73.
46. 1 2 3 4 5   Justin Kroll, ‘Suicide Squad’ Cast Revealed: Jared Leto to Play the Joker, Will Smith is Deadshot, su Variety, 2 dicembre 2014.
47. ↑   Suicide Squad Casts Adewale Akinnuoye-Agbaje As Killer Croc, su Comicbook.com, 31 marzo 2015.
48. ↑   Jay Jayson, Jay Hernandez's Suicide Squad Role Revealed; Killer Frost, King Shark & More To Cameo, su ComicBook.com, 19 febbraio 2015.
49. ↑   Davis confirms her role to etalk's Ben Mulroney, su Twitter, 25 febbraio 2015.
50. ↑   John Woods, Adam Beach to play DC Comics villain Slipknot in new film, su Winnipeg Free Press.
51. ↑   Umberto Gonzales, Adewale Akinnuoye-Agbaje To Play Killer Croc; Karen Fukuhara Rumored For Plastique In 'Suicide Squad', su latino-review.com, 31 marzo 2015 (archiviato dall'url originale il 14 aprile 2015).
52. 1 2   Nicole Sperling, Wonder Woman exclusive: Meet the warrior women training Diana Prince, su Entertainment Weekly, 24 marzo 2016.
53. ↑   Erik Amaya, Etta Candy Spotted In Wonder Woman Set Photos, su Bleeding Cool, 21 febbraio 2016.
54. ↑   Warner Bros. Casts Wonder Woman's Mother (Exclusive), su The Hollywood Reporter, 15 gennaio 2016.
55. ↑  (EN) Rebecca Ford, Justice League' Adds J.K. Simmons as Commissioner Gordon (Exclusive), su The Hollywood Reporter, 7 marzo 2016.
56. ↑  (EN) Meredith B. Kile, EXCLUSIVE: Amber Heard Confirms Her 'Aquaman' Role in 'Justice League', Dishes on 'Interesting' Mera Costume, su etonline.com. URL consultato il 29 marzo 2016.
57. ↑  (EN) Borys Kit, DC's 'Shazam!' to Star Zachary Levi (Exclusive), su The Hollywood Reporter, 27 ottobre 2017. URL consultato il 18 novembre 2017.
58. ↑   Beatrice Pagan, Peacemaker: la serie creata da James Gunn debutterà su HBO Max nel mese di gennaio 2022, su TV - BadTaste.it, 11 febbraio 2021. URL consultato il 17 febbraio 2021.
59. ↑   Peter White, 'The Suicide Squad' TV Spinoff 'Peacemaker' Starring John Cena From James Gunn Ordered By HBO Max, su Deadline Hollywood, 23 settembre 2020.
60. ↑   Peacemaker: Freddie Stroma sostituisce Chris Conrad nella serie, su ScreenWEEK.it Blog, 30 maggio 2021. URL consultato il 14 giugno 2021.
61. ↑   Chris Begley, Zack Snyder confirms Ryan Choi, aka Atom, was cut from ‘Justice League’, su Batman-news.com, 18 settembre 2019.
62. ↑   Stephen Colbert, Justice League: Storyboard Reveals Martian Manhunter Was In Snyder Cut, su Screenrant.com, 5 ottobre 2019.
63. ↑   Leo Rydel, Zack Snyder Reveals Cut ‘Justice League’ Scene With Darkseid Henchman DeSaad, su heroichollywood.com, 22 giugno 2019.
64. ↑   Borys Kit, Jared Leto to Play Joker in Zack Snyder's 'Justice League' (Exclusive), su The Hollywood Reporter, 21 ottobre 2020.